# J. Neil Schulman
Pour les articles homonymes, voir Schulman.
Œuvres principales
- Alongside Night (en)

Joseph Neil Schulman, né le 16 avril 1953 à Forest Hills dans l'État de New York et mort le 10 août 2019 à Colorado Springs dans le Colorado, est un romancier américain.

## Biographie
J. Neil Schulman est l'auteur de Alongside Night (en) (publié en 1979) et The Rainbow Cadenza (publié en 1983) qui ont tous deux reçu le prix Prometheus, une récompense de science-fiction libertarienne. Son troisième roman, Escape from Heaven, a été finaliste pour ce même prix en 2002. Il est aussi l'auteur de neuf autres livres, incluant un recueil de nouvelles, Nasty, Brutish, and Short Stories, Stopping Power: Why 70 Million Americans Own Guns et The Robert Heinlein Interview and Other Heinleiniana]'.
Il est l'auteur de l'épisode Profile in Silver de La Quatrième Dimension, diffusé pour la première fois sur CBS le 7 mars 1986.

## Œuvres

### Romans
- (en) Alongside Night (en), 1979
- (en) The Rainbow Cadenza, 1983
- (en) Escape from Heaven, 2002

### Recueil de nouvelles
- (en) Nasty, Brutish, and Short Stories, 1999